# Palomas (Badajoz)
Palomas je španělská obec situovaná v provincii Badajoz (autonomní společenství Extremadura).

## Poloha
Obec je vzdálena 4,5 km od obce Puebla de la Reina, 39,5 km od Méridy a 90 km od města Badajoz. Patří do okresu Tierra de Barros a soudního okresu Villafranca de los Barros. V obci se stýkají tři hlavní silnice EX-210, EX-212 a EX-335.

## Historie
V roce 1834 se obec stává součástí soudního okresu Almendralejo. V roce 1842 čítala obec 106 usedlostí a 356 obyvatel.

## Odkazy

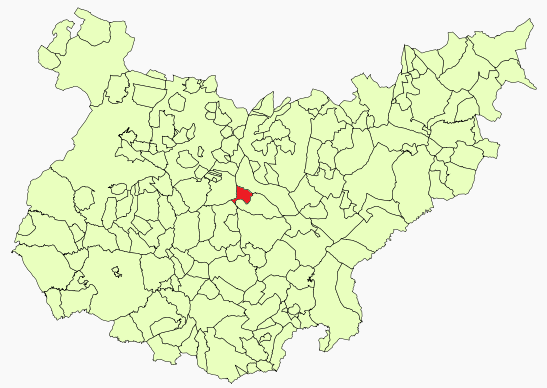
Poloha obce v provincii Badajoz

## Demografie
| Populace Palomasu z let (1842–2010) | Populace Palomasu z let (1842–2010) | Populace Palomasu z let (1842–2010) | Populace Palomasu z let (1842–2010) | Populace Palomasu z let (1842–2010) | Populace Palomasu z let (1842–2010) | Populace Palomasu z let (1842–2010) | Populace Palomasu z let (1842–2010) | Populace Palomasu z let (1842–2010) | Populace Palomasu z let (1842–2010) | Populace Palomasu z let (1842–2010) | Populace Palomasu z let (1842–2010) | Populace Palomasu z let (1842–2010) | Populace Palomasu z let (1842–2010) | Populace Palomasu z let (1842–2010) | Populace Palomasu z let (1842–2010) | Populace Palomasu z let (1842–2010) | Populace Palomasu z let (1842–2010) |
| ----------------------------------- | ----------------------------------- | ----------------------------------- | ----------------------------------- | ----------------------------------- | ----------------------------------- | ----------------------------------- | ----------------------------------- | ----------------------------------- | ----------------------------------- | ----------------------------------- | ----------------------------------- | ----------------------------------- | ----------------------------------- | ----------------------------------- | ----------------------------------- | ----------------------------------- | ----------------------------------- |
| 1842                                | 1857                                | 1860                                | 1877                                | 1887                                | 1897                                | 1900                                | 1910                                | 1920                                | 1930                                | 1940                                | 1950                                | 1960                                | 1970                                | 1981                                | 1991                                | 2001                                | 2010                                |
| 356                                 | 607                                 | 477                                 | 398                                 | 477                                 | 503                                 | 613                                 | 607                                 | 657                                 | 875                                 | 1 098                               | 1 241                               | 988                                 | 780                                 | 668                                 | 664                                 | 712                                 | 692                                 |